# Club Deportivo de Filanbanco
El Club Deportivo Filanbanco, o simplemente Filanbanco, fue un equipo de fútbol profesional de Guayaquil, Provincia del Guayas, Ecuador. Fue fundado el 29 de enero de 1979, por el presidente de la institución bancaria del mismo nombre, Nahim Isaías Barquet. Luego de poco más de una década el club desapareció y le cedió la franquicia al Valdez S. C. en 1991, luego de 29 años, fue refundado el 3 de febrero de 2020 y luego de 5 años, fue retirado y desaparecido el 13 de mayo de 2025. Se desempeñaba en la Segunda Categoría de Ecuador hasta 2024.
Tenía un club filial que se llama Filancard Fútbol Club.
Estaba afiliado a la Asociación de Fútbol del Guayas.
La filosofía institucional era "El banco que sabe crecer"; y en el deporte, básicamente en el fútbol, se calculaba que con el pasar de los años alcanzaría muchos títulos dado el poderoso respaldo financiero que tenía.
La fórmula publicitaria a través del deporte acaparó el éxito. El banco poseía medios propios como canales de televisión, emisoras radiales, diarios y revistas. Aparte de eso tenía una gran cantidad de periodistas asalariados que en su momento hasta llegaron a inventar un nuevo clásico.
Contaba con una verdadera infraestructura deportiva como el Complejo de Los Samanes, además de su sede social ubicada una en el Barrio del Astillero.
Su mejor temporada fue la de 1987, al ser subcampeón de la Primera Categoría del Campeonato Ecuatoriano de Fútbol, lo cual le dio al club un cupo en la Copa Libertadores 1988.

## Historia

### Esplendor

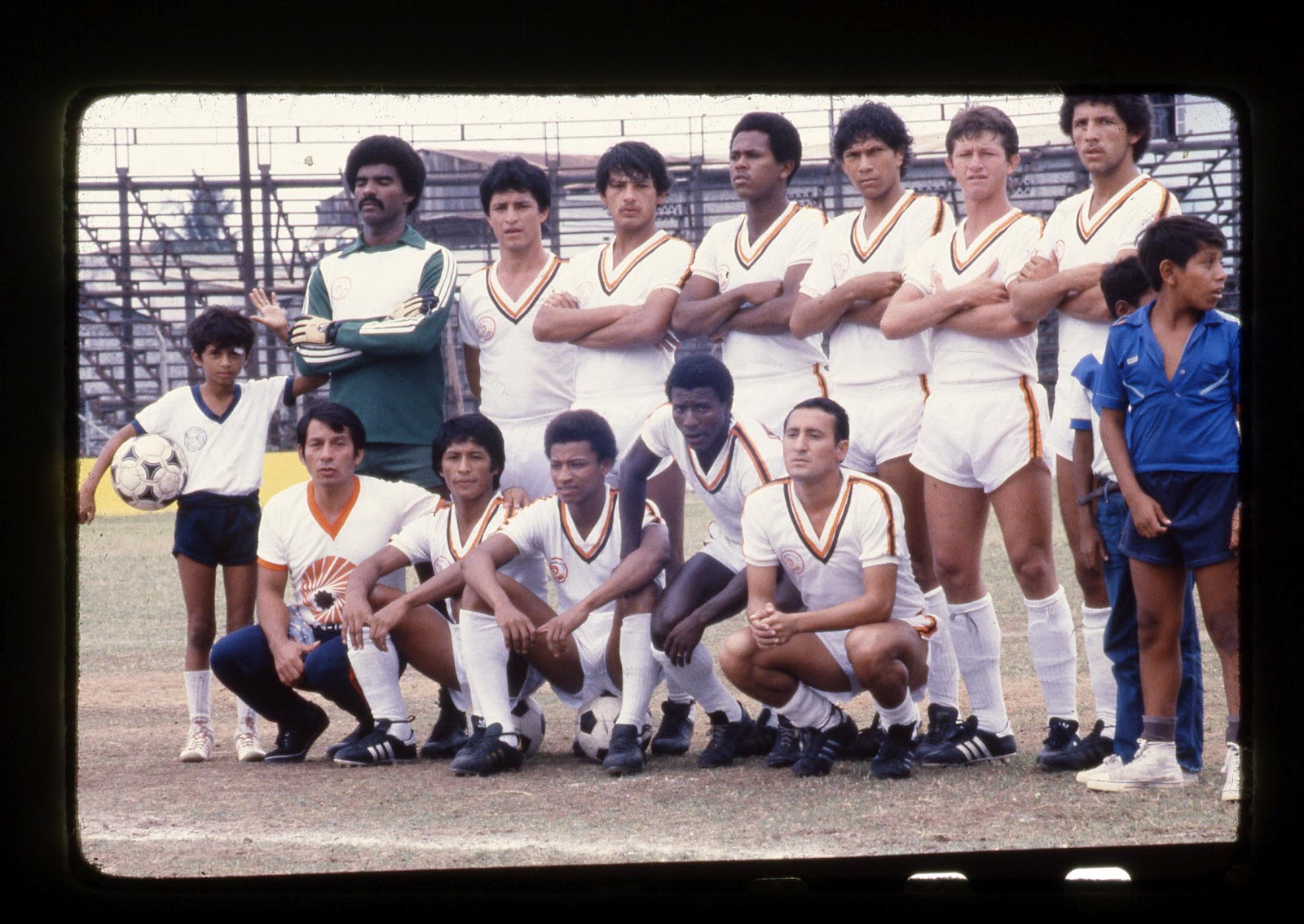
Filanbanco antes de un partido con Panamá S. C. en el Estadio Capwell, año 1983.

En 1983 el club gana la Segunda Categoría del Campeonato Ecuatoriano de Fútbol, imponiéndose a cuanto rival enfrentaba. Estaba  presidido por el Gerente General del banco, Miguel Baduy Auad y en la Comisión de fútbol por Pedro Isaías. Su DT era el ecuatoriano Eduardo Macías.
El equipo contaba con elementos reclutados de otros clubes como Marcelo Hurtado y Ubaldo "La Uva" Quinteros de Emelec, Gonzalo Cárdenas del 9 de Octubre.
Ya para 1984 en la Primera Categoría, la dirigencia reestructura el equipo incorporando a los defensas Freddy Bravo y Orly Klinger de Liga de Portoviejo, al veterano arquero Carlos "Bacán" Delgado de El Nacional, al puntero Guillermo Jauch del 9 de Octubre, Santos González del Everest. Fracasa la contratación del goleador ecuatoriano Ermen Benítez El Nacional, quien ya se daba por hecho su vinculación al club.
Como cuota foránea se trajo a tres brasileños como los volantes Noé (Samuel Cupertino Dos Santos), Luis Carlos Macedo y el puntero derecho Newton. 
Vale recalcar que cuando Filanbanco cotizaba los pases de jugadores; los clubes pedían precios exorbitantes por los mismos. Sin embargo esto no era un impedimento para la dirigencia bancaria.
Su debut en la División de Honor fue contra el 9 de Octubre al que lo vence por 2 a 0. Este partido fue el preliminar de un Clásico del Astillero en el Estadio Modelo Guayaquil (hoy llamado "Alberto Spencer").
En la primera etapa del torneo ocupó el segundo lugar de su grupo, con el cual accede al Octogonal Final. Pero en la segunda etapa termina en el último lugar de su grupo con lo cual pierde la clasificación y según el reglamento tenía que disputar la Liguilla del No Descenso con el Club Deportivo Quevedo y Sociedad Deportiva Aucas, equipo que finalmente baja a la Segunda Categoría.
A mediados de temporada el DT Eduardo Macías había sido sustituido por el también DT ecuatoriano Ernesto Guerra Galarza quien es ratificado para la siguiente temporada.
La alineación regular de ese año fue con: Marcelino Cetre (Pedro Coll); Freddy Bravo, Luis Preciado, Orly Klínger y Luis Capurro; Marcelo Hurtado, Noé y Macedo; Newton, Eduardo Aparicio y Guillermo Jauch.
Para 1985 se contratan como refuerzos al nacionalizado arquero seleccionado Pedro Latino del Deportivo Quito, al defensa Carlos Calderón del América de Quito, el volante Hamilton Cuvi y José Valencia del 9 de Octubre, al goleador brasileño Paulo César de Barcelona que llenó el cupo dejado por Newton.
El equipo concita el interés de la afición porque llega a tener buenas exhibiciones de fútbol, tanto es así que se lo llegó a denominar "la naranja mecánica".
A mediados de temporada el brasileño Paulo César deja el plantel por discrepancias con DT Ernesto Guerra y fue sustituido por el paraguayo Faustino Alonso.
Clasifica al Octogonal Final con 3 puntos de bonificación que en definitiva no le alcanzó porque terminó en tercera posición sin clasificación a la Copa Libertadores de América, pese a que fue el mejor equipo de la temporada.
La alineación base fue con: Pedro Latino (Carlos Montesdeoca); Freddy Bravo, Carlos Calderón, Orly Klínger y Luis Capurro; Marcelo Hurtado, Noé y Hamilton Cuvi; José Valencia, Faustino Alonso y Luis Carlos Macedo.
En 1986 el multimillonario gasto efectuado por la dirigencia para contratar rimbombantes contrataciones; hizo sacudir el mercado futbolístico ecuatoriano. 
Entre los nacionales se contrata al arquero Israel Rodríguez del Emelec, al puntero derecho Mario Tenorio de Barcelona y se compra de manera definitiva al 9 de Octubre los pases del arquero Alex Cevallos, los volantes Luis Carrión, Edgar Domínguez y al delantero Pedro Mauricio Muñoz.
Como cuota extranjera se trae al defensa chileno Osvaldo "Papudo" Vargas, y al delantero argentino Mario Eduardo Bevilacqua. Estos se suman al ratificado brasileño Noé.
También se da una purga de elementos como el arquero Pedro Latino que pasa al Audaz Octubrino, Ubaldo "La Uva" Quinteros y Paulo César al 9 de Octubre, Luis Carlos Macedo al Esmeraldas Petrolero, Wilson Macías (en calidad de préstamo), Emilio Valencia, Ciro Santillán y Carlos D´Stteffano al Emelec.
Tuvo un mal arranque el equipo en el campeonato por lo que después de perder como local en el "Estadio Modelo" ante Liga de Quito en la segunda fecha; el cuerpo técnico que estaba al mando del peruano Hernán Saavedra es reemplazado por el ofensivo DT chileno Pedro "Perico" García.
Con el pasar de las fechas, Osvaldo "Papudo" Vargas y Mario Eduardo Bevilacqua son rescindidos en sus contratos por bajo rendimiento y también por inadaptación al medio (en el caso del segundo).
Son reemplazados por centrodelantero seleccionado chileno Oswaldo "Arica" Hurtado y el puntero brasileño Guimaraes. Ambos comenzaron muy bien marcando goles; pero con el transcurrir fueron diluyéndose en su accionar.
Filanbanco fue el gran perdedor de la temporada; porque manejándose con actuaciones lúcidas, en la etapa decisiva cedió posiciones y quedó al margen de la liguilla. Alcanzó mejor puntaje que el Técnico Universitario y el Deportivo Cuenca que habían clasificado al cuadrangular final.
Jugó 38 partidos, ganó 17, empató 16 y perdió apenas 5. Efectivó 55 goles y recibió 40. Con los 2,5 puntos de bonificación, acumuló 52,5 puntos. Realmente descollante pero que al final lamentablemente no le sirvió.
Alinearon regularmente con: Israel Rodríguez, Freddy Bravo, Carlos Calderón, Orly Klínger y Luis Capurro; Marcelo Hurtado, Noé y Hamilton Cuvi; Guimaraes, Oswaldo "Arica" Hurtado y José Valencia.
En 1987 es su mejor temporada. 
La plantilla de jugadores juveniles hace una gira por Europa obteniendo estupendos resultados.
La directiva contrata al polémico DT chileno Luis Santibánez y decide nacionalizar el equipo.
Son contratados Homero Mistral Valencia, Luis Floril y Gustavo Varas provenientes del 9 de Octubre, Fabián Mendoza de Liga de Portoviejo y Carlos Muñoz de Audaz Octubrino.
Retornan al club Wilson Macías y el brasileño Paula César, quien estaba tramitando su nacionalización.
Los volantes brasileños Noé y Macedo son cedidos a Emelec. El primero no llegó a jugar y el segundo fracasó en el equipo eléctrico.
A mediados de temporada, la Directiva decide que Filanbanco juegue sus partidos como local en el Estadio Los Chirijos de Milagro con el afán de ganar adeptos. Y para este objetivo se trae a un barrista de Chile patrocinado por el DT "Locutín" Santibáñez.
Sin llegar a tener el espectacular fútbol de años atrás, el equipo entra a la Liguilla que era un cuadrangular en donde en la última fecha en Milagro en un partido polémico frente al Audaz Octubrino de Machala que se retiró de la cancha, clasifica a la Copa Libertadores de América.
Su alineación regular fue con: Israel Rodríguez; Freddy Bravo, Homero Valencia, Wilson Macías y Luis Capurro; David Bravo, Marcelo Hurtado, Edgar Domínguez y Hamilton Cuvi; Paulo César y José Valencia. Alternaron: Alex Cevallos, Luis Preciado, Luis Floril, Carlos Jalón, Carlos Kayser, Ubaldo Quinteros, Fabián Mendoza, Carlos Muñoz, Pedro Muñoz, entre otros.
1988 es el año de la decepción dirigencial.
El DT Santibáñez que tenía mucha influencia pide a la Dirigencia que la pretemporada se la realice en Mar del Plata, Argentina; con el pretexto de que era lo mejor para que el equipo agarre el "roce internacional" jugando algunos partidos de preparación en tierras gauchas.
Casi toda la plantilla es ratificada con excepción de Pedro Muñoz que es cedido a préstamo a la Liga de Quito.
Figurativamente se había traído 45 goles del Campeonato pasado con la compra de los pases de los delanteros Stony Batioja que hizo 5 goles con el Deportivo Cuenca y de Jose Vicente Moreno que hizo 20 goles con Liga de Quito. Esto sumado al retorno de Santos González que anotó 20 dianas con Aucas.
El DT Santibáñez cambia radicalmente el esquema de juego en esta temporada alineando como local y de visitante un 1-4-5-1; algo nunca antes visto en nuestro fútbol, ya que también mandaba a sus dirigidos a jugar con mucha violencia y hasta con anti-fútbol, aún enfrentando a rivales con ínfimo presupuesto en comparación al equipo bancario. Esto por supuesto que generó el repudio del periodismo y de la afición.
A mediados de año, Santibáñez alineó a su arquero principal, Israel Rodríguez como delantero; dado que este jugó en sus inicios así y también porque Alex Cevallos emergía como figura en el pórtico.
La participación en la Copa Libertadores así como el Campeonato Nacional fue un rotundo fracaso y esto desanimó a su dirigencia para seguir invirtiendo en lo posterior; dado que habían malgastado cientos de millones de sucres.
El elenco regular de ese año fue con: Israel Rodríguez (Alex Cevallos); Freddy Bravo, Homero Valencia, Wilson Macías y Luis Capurro; Marcelo Hurtado, Luis Carrión, Edgar Domínguez, Luis Preciado y Hamilton Cuvi; Paulo César.

### Declive
A partir de 1989 comienza el declive del equipo de fútbol.
Su presidente Miguel Baduy renuncia de manera irrevocable a sus funciones y es sucedido por uno de los mayores accionistas del banco como William Isaías.
El club ya no hace el tipo de inversiones de años pasados. Venden a su mejor jugador que era Luis Capurro en 35 millones de sucres al Emelec, Luis Floril también pasa al elenco millonario, el arquero Israel Rodríguez es cedido al Deportivo Cuenca y Marcelo Hurtado pasa Barcelona.
A duras penas se logra el concurso del otrora crack José Voltaire Villafuerte quien provenía de El Nacional y que justamente ese año se retira de la actividad.
Luis Grimaldi que era el DT es sucedido sobre la marcha por el paraguayo Silvio Parodi quien lamentablemente fallece de un infarto previo a un partido de la Liguilla a la que había clasificado con los refuerzos de Alfredo De Los Santos, reemplazado por el paraguayo Giménez, el brasileño Toninho Vieira y el uruguayo Alberto "Loco" Acosta.
1990 es el último año en el profesionalismo de Filanbanco.
La dirigencia decepcionada por los millonarios gastos y porque los objetivos de una década no se cumplieron, deciden apostar a la juventud con jugadores salidos de su semillero.
Continúa la venta de jugadores como Freddy Bravo, Wilson Macías, David Bravo, Carlos Muñoz y Alberto Acosta que pasan a Barcelona, Luis Carrión al Emelec, Homero Mistral Valencia, Edgar Domínguez y José Vicente Moreno a El Nacional
El DT brasileño Joubert Meira es reemplazado a mediados de año por el ecuatoriano Ernesto Guerra. Son incorporados el otrora goleador Lupo Quiñonez y como cuota extranjera los brasileños Hermeluizo y Gilson de Souza.
Filanbanco a esas alturas ya no era el equipo protagonista. El otrora poderoso equipo de fútbol era un mero participante comprometido con el descenso.
Y es así que a fines de noviembre la Directiva de la Institución Bancaria decide ceder la franquicia al Valdez Sporting Club; prestándole a la base de jugadores.
El club a pesar de que ya no participaba en el profesionalismo; tenía la propiedad de los pases de muchos jugadores que pasan al club filial Filancard Fútbol Club para que con esta figura legal puedan ser vendidos a otras instituciones.
El club pasa a ser una escuela de fútbol e incursiona con relativo suceso en otros deportes como el béisbol y básquetbol.
Sus últimas transferencias fueron la de los arqueros Jacinto Espinoza y Alex Cevallos al Emelec y de Hamilton Cuvi al Aucas.
En 1997 desaparece de manera definitiva como club deportivo y sus instalaciones de Los Samanes seguían perteneciendo al Banco; la misma era alquilada muchas veces a Emelec, Barcelona, la Selección Ecuatoriana de Fútbol y la Selección Argentina.

### Retorno
Tras 23 años de ausencia el cuadro del Filanbanco volvería participar en los torneos provinciales a partir de la edición de 2020, esto fue gracias a su presidente Danny Pazos médico de profesión y exjugador de las inferiores del club.

## Presidentes
- (1979-1981) - Gustavo Heinert
- (1982-1989) - Miguel Baduy Auad
- (1989-1990) - William Isaías
- (2020- ) - Danny Pazos

## Datos del club
- Puesto histórico: 18.° (21.° según la RSSSF)[4]
- Temporadas en Primera División: 7 (1984-1990).[5]
- Temporadas en Segunda División: 8 (1982-1983, 1997, 2020-2024).
- Mejor puesto en la liga: 2.° (1987).[6]
- Peor puesto en la liga:  9.° (1990).
- Mayor goleada a favor en torneos nacionales:
  - 7 - 1 contra Liga de Quito (22 de noviembre de 1987).[7]
- Mayor goleada en contra en torneos nacionales:
  - 6 - 1 contra Deportivo Quito (16 de julio de 1989).[8]
- Mayor goleada en contra en torneos internacionales:
  - 4 - 2 contra Barcelona (6 de julio de 1988) (Copa Libertadores 1988).[9]
- Máximo goleador histórico:
- Máximo goleador en torneos nacionales:
- Máximo goleador en torneos internacionales:
- Primer partido en torneos nacionales:
  - 9 de Octubre 0 - 2 Filanbanco (11 de marzo de 1984 en el Estadio Modelo Alberto Spencer).
- Primer partido en torneos internacionales:
  - Barcelona 4 - 2 Filanbanco (6 de julio de 1988 en el Estadio Monumental Isidro Romero Carbo) (Copa Libertadores 1988).[9]
- Participaciones en Copa Libertadores: 1 (1988).

## Palmarés

### Torneos nacionales
| Competición                        | Títulos         | Subcampeonatos |
| ---------------------------------- | --------------- | -------------- |
| Serie A de Ecuador (0/1)           |                 | 1987.          |
| Segunda Categoría de Ecuador (1/0) | 1983 (Invicto). |                |

### Torneos provinciales
| Competición                        | Títulos         | Subcampeonatos |
| ---------------------------------- | --------------- | -------------- |
| Segunda Categoría del Guayas (1/1) | 1983 (Invicto). | 2022.          |
| Liga Amateur del Guayas (1/2)      | 1981.           | 1979, 1980.    |

### Torneos internacionales

#### Torneos internacionales amistosos
- Copa Amistad (1): 1984.
- Copa Dana (1): 1985.